# Rắn lá khô đốm
Rắn lá khô đốm, còn gọi là rắn vú nàng, (danh pháp hai phần:Calliophis maculiceps) là một loài rắn trong họ Rắn hổ. Loài này được Günther mô tả khoa học đầu tiên năm 1858. Đây là loài bản địa Đông Nam Á. Có năm phân loài được công nhận, bao gồm loài chỉ định điển hình.

## Phạm vi phân bố
C. maculiceps được tìm thấy ở Myanmar, Thái Lan, Lào, Campuchia, và Việt Nam.

## Phân loài
Có năm phân loài được công nhận:
- Calliophis maculiceps atrofrontalis (Sauvage, 1877)
- Calliophis maculiceps hughi (Cochran, 1927)
- Calliophis maculiceps maculiceps (Günther, 1858)
- Calliophis maculiceps michaelis Deuve, 1961
- Calliophis maculiceps smithi Klemmer, 1963